# لنز کانن ئی‌اف ۱۵میلی‌متر
لنز کانن ئی‌اف ۱۵میلی‌متر (به انگلیسی: Canon EF 15mm lens) نام لنز دوربین عکاسی از نوع سوپر واید ثابت است که توسط شرکت کانن تولید می‌شود. فاصلهٔ کانونی این لنز ۱۵ میلی‌متر، دیافراگم آن دارای ۵ تیغه و ضریب اف آن اف ۲٫۸ تا اف ۲۲ است. این لنز در 2008 میلادی تولید و عرضه شده‌است.